# Boulevard de la Madeleine
Boulevard de la Madeleine je bulvár v Paříži. Nachází se na hranici 1., 8. a 9. obvodu. Ulice získala své jméno po kostele Madeleine.

## Poloha
Ulice je součástí tzv. velkých bulvárů, tvoří jejich západní konec. Začíná na křižovatce ulic Rue Cambon a Rue de Caumartin, kde navazuje na Boulevard des Capucines, a končí na Place de la Madeleine.

## Historie
Boulevard de la Madeleine vznikl na místě městských hradeb Ludvíka XIII. Byl zřízen královským patentem z července 1676 jako promenáda.
Za Francouzské revoluce se ulice nazývala Boulevard Cerutti, podle spisovatele a novináře Josepha Antoina Ceruttiho (1738–1792).
Během Červencové revoluce se na ulici odehrály mezi povstalci a armádou.

## Významné stavby
- dům č. 11: v domě zemřela kurtizána Marie Duplessis (1824–1847), která se stala historickou předlohou Dumasova románu Dáma s kaméliemi a Verdiho opery La traviata.